# Quelques messieurs trop tranquilles
Pour plus de détails, voir Fiche technique et Distribution.
Quelques messieurs trop tranquilles est un film français réalisé par Georges Lautner, sorti en 1973. Il s'agit d'une adaptation cinématographique du roman La nuit des grands chiens malades d'A. D. G., paru en 1972.

## Synopsis
Le petit village de Loubressac vit dans la tranquillité et espère voir débarquer des touristes. Un jour, une bande de jeunes hippies débarque et s'installe sur les terres de la comtesse. Un meurtre est commis au village et tous les soupçons se portent sur les hippies. À sa sortie de prison, Gérard, qui a appris que les hippies étaient sur son domaine, tente de les chasser…

## Fiche technique
- Titre original : Quelques messieurs trop tranquilles
- Réalisation : Georges Lautner
- Scénario : Georges Lautner et Jean-Marie Poiré, d'après le roman La nuit des grands chiens malades d'A. D. G.
- Production : Alain Poiré
- Société de production : Gaumont
- Musique : Pierre Bachelet et Eddie Vartan[1] (Éditions Hortensia)
- Photographie : Maurice Fellous
- Montage : Michelle David
- Assistant réalisateur : Robin Davis et Claude Vital
- Cascades : Rémy Julienne et son équipe
- Générique : C.T.R
- Pays d'origine :  France
- Format : couleur - 1,66:1 - Mono - 35 mm
- Genre : comédie policière
- Durée : 92 minutes
- Date de sortie : 25 janvier 1973 (France)

## Distribution
- Renée Saint-Cyr : la comtesse
- Jean Lefebvre : Julien Michalon, le patron de l'épicerie-buvette
- Michel Galabru : Peloux, l'instituteur allergique aux enfants
- Paul Préboist : Adrien Perrolas, l'agriculteur
- Henri Guybet : Arsène Cahuzac, le fossoyeur et adjoint du maire
- André Pousse : Gérard Lorrain
- Bruno Pradal : Paul Campana, le garagiste
- Dani : Odette Campana, infirmière et femme de Paul
- Charles Southwood : Charles, l'américain leader des hippies
- Miou-Miou : Anita, une hippie
- Robert Dalban : le commissaire
- Mike Marshall : l'inspecteur
- Jean-Jacques Moreau : le conducteur du bus fumeur de pipe
- Jean Luisi : Jo, un homme de main de Gérard
- Henri Cogan : Maurice, un homme de main de Gérard
- Nathalie Courval : Solange, une amie de Gérard
- Sophie Boudet : Viviane, une amie de Gérard
- Hervé Watine : Alain, un hippie bouddhiste (crédité Hervé Wattine)
- Philippe Castelli : le narrateur / le reporter de télévision
- Jeff Zimmerman : le hippie aux cheveux blancs, déserteur du Vietnam.
- Jean-Michel Haas: un hippie
- Émile Riandreys : Martin, le jardinier du château
- Gabriel Coez : le hippie frisé
- Francis Ayroles : un écolier
- Jean-Luc Fontanille : un écolier

## Autour du film
- Le tournage s'est déroulé de début juillet à fin août 1972 dans le véritable village de Loubressac, dans le département du Lot.
- Georges Lautner fait un clin d'œil à l'un de ses films, Ne nous fâchons pas : le titre du film apparaît dans un panneau tournant lors de la scène de la fusillade entre le personnage d'André Pousse et ses deux complices, et le personnage de Jean Lefebvre a dans les deux films le nom de « Michalon » (Julien et non Léonard comme dans Ne nous fâchons pas).
- Lautner avait déjà donné le nom de « Michalon » (Léonard) au personnage interprété par Jean Lefebvre dans le film en 1966 dans le film Ne nous fâchons pas. Il le redonnera (Edmond, cette fois) dans Pas de problème ! en 1975.
- Il fait aussi un clin d'œil aux Tontons flingueurs lors des scènes de fusillade avec l'arrivée de la comtesse ou la musique faite par les stalactites
- Lautner donnera un autre rôle de comtesse à sa mère Renée Saint-Cyr dans Room Service, sorti vingt ans plus tard.
- Le château de la Comtesse est le château de Belcastel, situé à 30 km de Loubressac dans la commune de Lacave, département du Lot.
- Les obsèques de Martin ont été tournées à Carennac, village proche de Loubressac.
- Le garage de Campana a été construit spécialement pour le film, sur la place du village.
- Le passage à niveau qui fait tremplin à la DS pilotée par Henri Cogan est situé à Floirac, dans le département du Lot. Il se trouve à l'intersection de la Ligne de Brive-la-Gaillarde à Toulouse-Matabiau via Capdenac et de la D43.
- La gare où Paul Campana (Bruno Pradal) vient chercher Gérard Lorrain (André Pousse) est celle de Rocamadour Gare-de-Rocamadour-Padirac (LOT).
- La mare où atterrit la DS des gangsters à la fin de la course-poursuite se situe dans la commune de Couzou, dans le département du Lot. Pour l'anecdote, les canards se trouvant dans la mare qui appartenait aux fermiers voisins devaient être remboursés pour 500 francs pièce en cas de mort du volatile, mais aucun canard n'a été tué pendant le tournage.
- Georges Lautner et plusieurs acteurs ont séjourné pendant le tournage dans un petit hôtel d'Alvignac, réputé pour sa cuisine : Renée Saint-Cyr, André Pousse et sa famille par exemple, étaient mêlés aux autres clients.
- La scène finale du film se déroule dans les Grottes de Cougnac situées sur la commune de Payrignac.
- Boby Lapointe devait jouer un aubergiste dans le film, mais il meurt le 29 juin 1972, et son personnage est retiré du scénario.